# 암바조니아
암바조니아(Ambazonia), 정식 명칭은 암바조니아 연방 공화국이며 흔히 암바 랜드(Amba Land)라고 불리는 암바조니아는 국제적으로 카메룬의 자치구로 간주되는 자치주이다. 카메룬의 영어 구사 지역이 자신들의 영토라고 주장하는 분리독립 지지 독립체이다. 이 영토는 과거에 남카메룬으로 구성되었으며 카메룬 행정상 북서부주와 남서부주에 해당한다. 남카메룬은 한때 영국 관할 하의 유엔 남카메룬 신탁통치령이었으며(1922~1961년) 연방제를 조건으로 인접국에 연합함으로써 영국으로부터 독립하기 위해 1961년 투표를 거쳐 주민들이 나이지리아 대신 프랑스어를 구사하는 카메룬에 편입하기로 결정해 편입되었다. 그러나 카메룬 정부는 연방제를 폐지하고 영어권 주민을 차별하여 분쟁이 발생하였다.
2017년, SCACUF(Southern Cameroons Ambazonia Consortium United Front)는 일방적으로 암바조니아를 독립체로 선언하였으나 카메룬 정부는 이 선언은 법적인 무게가 없다고 주장하였다.
암바조니아는 대표 없는 국가 민족 기구에 속한다.

## 용어
"암바조니아"(Ambazonia)라는 용어는 우리(현재의 두알라)강 하구의 임항 지구의 지역 이름인 Ambozes에서 비롯된 것이다.

## 같이 보기
- 카메룬 영어권 위기
- 카메룬 영어권 문제
- 비아프라
- 남카메룬

## 참고 문헌
- Nkwi; Nchoji, Paul (2015). 《The Anthropology of Africa: Challenges for the 21st Century》 illurat, reprint판. Langaa RPCIG. ISBN 9789956792795.

## 추가 문헌
- Carlson Anyangwe (August 2008). 《Imperialistic politics in Cameroun: resistance & the inception of the restoration of the statehood of southern Cameroons》. African Books Collective. 60쪽. ISBN 978-9956-558-50-6. 2011년 5월 9일에 확인함.